# Craig McKay
Pour les articles homonymes, voir McKay.
Craig McKay (né à Hudson Valley (en)) est un monteur de long métrage américain, consultant en histoire, réalisateur et producteur exécutif.

## Biographie
Reconnu par deux nominations aux Oscars pour le montage de Reds et du Silence des Agneaux, et un Emmy Award pour le montage  d'Holocauste de NBC il a monté plus de quarante films dont Philadelphia, Un crime dans la tête, Copland et Coup de foudre à Manhattan.